# Пике-и-Кампс, Хосеп
Хосеп Пике-и-Кампс (кат. Josep Piqué i Camps; 21 февраля 1955, Виланова-и-ла-Желтру — 6 апреля 2023, Мадрид) — испанский политик консервативной Народной партии (НП). Он служил в министерских департаментах при правительстве Хосе Марии Аснара. Он также возглавлял Народную партию Каталонии с 2003 по 2007 год.

## Ранний период жизни
Родился 21 февраля 1955 года в Виланова-и-ла-Жельтру, провинция Барселона, в семье местного политика Хосепа Пике-и-Тетаса. Он получил докторскую степень в области бизнеса и экономики, а также степень юриста в Университете Барселоны.

## Политическая карьера

### Ранние года
В юности и в последние годы диктатуры Франко Пике был членом крайне левой организации «Красное знамя» и Объединенной социалистической партии Каталонии.
Пике был профессором Барселонского университета с 1978 по 1986 год, а с 1984 по 1986 год был штатным профессором экономической теории. В том же году Пике был назначен президентом Каталонии Хорди Пухолем  генеральным директором промышленности. Эту должность он занимал до 1988 года, когда вернулся в частный сектор.

### Министр промышленности и энергетики: 1996—2000
Ввиду всеобщих выборов 1996 года лидер Народной партии (НП) и оппозиции Хосе Мария Аснар хотел улучшить свой имидж в Каталонии и сблизиться с деловым сообществом и каталонской буржуазией, поскольку эта территория была решающей с точки зрения выборов. Поэтому в 1995 году через президента каталонской ассоциации работодателей Foment del Treball Джоан Росселль, он связался с Хосепом Пике.

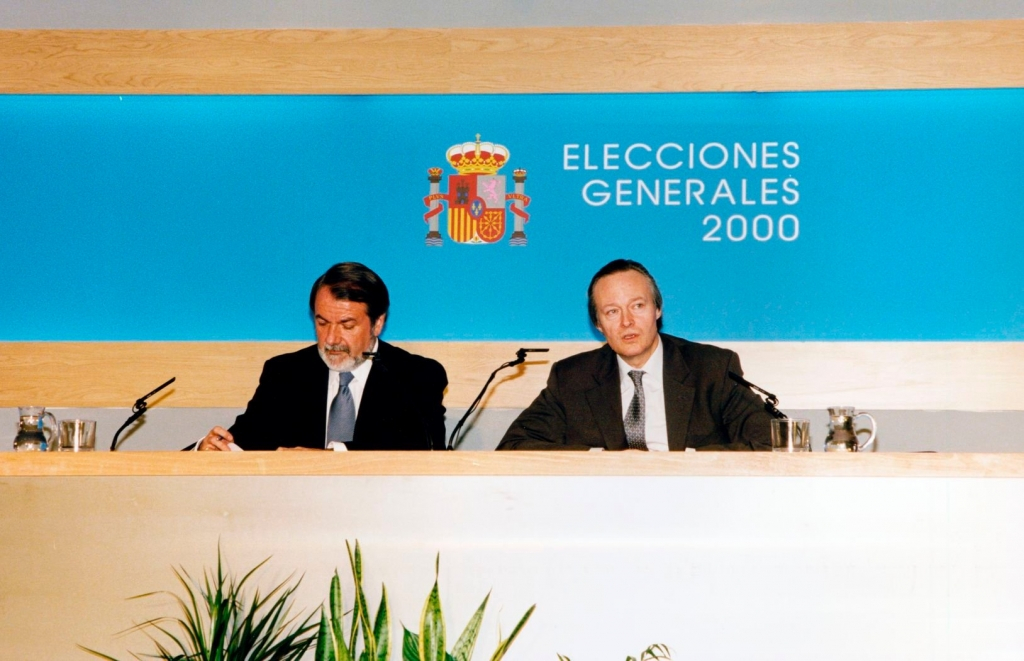
Пике и министр внутренних дел Хайме Майор Ореха (слева) в 2000

После победы НП на выборах, Хосе Мария Аснар, уже будучи премьер-министром, 5 мая 1996 года назначил его министром промышленности и энергетики в качестве независимого политика и на следующий день был приведён к присяге. Пике отметил в тот день, что его главной целью на посту министра будет реорганизация государственных предприятий, не исключая приватизации, с целью сокращения государственного дефицита. Он также упомянул о реорганизации электроэнергетического сектора.
Пике отвечал за приватизацию крупных публичных компаний, таких как Repsol, Telefónica, Endesa и Aceralia.
15 июля 1998 года он был назначен пресс-секретарём правительства после того, как стал одним из самых доверенных лиц Аснара.
В январе 1999 года вступил в Народную партию, заняв место в её Национальном исполнительном комитете.

### Министр иностранных дел: 2000—2002
На всеобщих выборах 2000 года Пике стал членом Конгресса депутатов от провинции Барселона.
Аснар назначил его 27 апреля новым министром иностранных дел, уйдя с двух предыдущих должностей, которые он занимал.
В этом качестве он также руководил внешней политикой Испании во время её шестимесячного председательства в Совете Европейского Союза.
Пике придерживался четкой атлантической позиции и защищал коалицию Испании с правительством США, которая устроила вторжение в Ирак в 2003 году. В 2006 году он признал «очень серьёзные ошибки» во время вторжения, хотя и добавил, что существование оружия массового уничтожения было общим убеждением.
Перед лицом попытки государственного переворота в Венесуэле в 2002 году Пике и правительство Испании сохраняли позицию поддержки институциональной законности, представленной президентом Уго Чавесом, но не рассматривали это событие как государственный переворот, несмотря на мобилизацию посла в Венесуэле провести встречу с Педро Кармоной. 15 апреля он поддержал возвращение Чавеса как «возможность для демократии». В 2004 году Пике заверил, что, по их мнению, Кармона в то время занял пост президента Венесуэлы, когда им стало известно о предполагаемой отставке Чавеса.

### Министр науки и технологий: 2002—2003
В рамках перестановок в кабинете его заменила Ана Паласио, и вместо этого он возглавил Министерство науки и технологий, которое курирует телекоммуникационную отрасль. В то время считалось, что он заплатил цену за неспособность разрешить затянувшийся спор с Великобританией по поводу будущего Гибралтара.
Во время своего мандата он разработал закон об Интернете и продвигал Общий закон о телекоммуникациях.
В те годы его уже стали рассматривать как возможного преемника Аснара в руководстве национальной Народной партии, но в конце концов его направили возглавить Народную партию Каталонии.

### В Каталонии
Пике стал президентом Народной партии Каталонии в 2002 году и, будучи кандидатом на каталонских выборах 2003 года, преследовал цель захватить голоса, которые могла получить правящая каталонская консервативная партия Конвергенция и Союз, поддерживая очень тесные отношения с каталонским истеблишментом. Он повернул ПП Каталонии к умеренной и каталонской консервативной позиции, ещё дальше от централизма, защищаемого национальной ПП. Фактически, ему удалось добиться участия ПП в первых переговорах о новом Статуте автономии Каталонии.
Он ушёл с этой должности в июле 2007 года после разногласий по поводу политического направления, которое центральная ПП хотела навязать региональному отделению.
Пике был членом парламента Каталонии с 23 декабря 2003 по 26 июля 2007 года. В этот период, с 2003 по 2007 года, он также был сенатором, назначенным каталонским парламентом.